# Ата-Журт
Ата-Журт (кирг. Ата-журт; букв. Вітчизна) — політична партія в Киргизстані, що функціонувала від листопада 2006 до жовтня 2014 року. 
Від 2014 партія об’єдналась з партією «Республіка», нове політичне утворення отримало назву «Республіка-Ата Журт».